# Перу на Олимпийских играх
Перу впервые приняло участие в летних Олимпийских играх в 1936 году в Берлине, однако по некоторым источникам, первым представителем Перу на Олимпийских играх является фехтовальщик Карлос де Кандамо, который участвовал в соревнованиях по шпаге и рапире на Олимпиаде в Париже в 1900 году. После Игр в Берлине спортсмены Перу принимали участие во всех летних Олимпиадах, кроме Игр в Хельсинки в 1952 году. В зимних Олимпийских играх Перу принимало участие три раза — исключением являются зимние Олимпийские игры 2018 в Пхёнчхане (Южная Корея).
За время выступления на Олимпийских играх перуанские спортсмены завоевали 4 олимпийские медали: 1 золотую и 3 серебряные. Все медали были завоёваны в соревнованиях по стрельбе и волейболу.
Национальный олимпийский комитет Перу был образован в 1924 году и признан МОК в 1936 году.

## Медалисты
| Медаль  | Спортсмен | Игры              | Вид спорта     | Дисциплина              |
| ------- | --- | ----------------- | -------------- | ----------------------- |
| Золото  | Эдвин Васкес | 1948 Лондон       | Стрельба       | Пистолет, 50 м, мужчины |
| Серебро | Франсиско Боса | 1984 Лос-Анджелес | Стрельба       | Трап                    |
| Серебро | Сборная Перу по волейболу: Луиса Сервера, Дениссе Фахардо, Мириам Гальярдо, Роса Гарсия, Алехандра де ла Гуэрра, Соня Эредия, Катерине Орни, Наталия Малага, Габриэла Перес дель Солар, Сесилия Тайт, Хина Торреальва, Сенайда Урибе | 1988 Сеул         | Волейбол       | Женские соревнования    |
| Серебро | Хуан Хиха | 1992 Барселона    | Стрельба       | Скит                    |
| Бронза  | Стефано Пескьера | 2024 Париж        | Парусный спорт | Динги                   |

## Медальный зачёт

### Медали на летних Олимпийских играх
| Игры                      | Золото         | Серебро        | Бронза         | Всего          |
| ------------------------- | -------------- | -------------- | -------------- | -------------- |
| 1936 Берлин               | 0              | 0              | 0              | 0              |
| 1948 Лондон               | 1              | 0              | 0              | 1              |
| 1952 Хельсинки            | Не участвовала | Не участвовала | Не участвовала | Не участвовала |
| / 1956 Мельбурн/Стокгольм | 0              | 0              | 0              | 0              |
| 1960 Рим                  | 0              | 0              | 0              | 0              |
| 1964 Токио                | 0              | 0              | 0              | 0              |
| 1968 Мехико               | 0              | 0              | 0              | 0              |
| 1972 Мюнхен               | 0              | 0              | 0              | 0              |
| 1976 Монреаль             | 0              | 0              | 0              | 0              |
| 1980 Москва               | 0              | 0              | 0              | 0              |
| 1984 Лос-Анджелес         | 0              | 1              | 0              | 1              |
| 1988 Сеул                 | 0              | 1              | 0              | 1              |
| 1992 Барселона            | 0              | 1              | 0              | 1              |
| 1996 Атланта              | 0              | 0              | 0              | 0              |
| 2000 Сидней               | 0              | 0              | 0              | 0              |
| 2004 Афины                | 0              | 0              | 0              | 0              |
| 2008 Пекин                | 0              | 0              | 0              | 0              |
| 2012 Лондон               | 0              | 0              | 0              | 0              |
| 2016 Рио-де-Жанейро       | 0              | 0              | 0              | 0              |
| 2020 Токио                | 0              | 0              | 0              | 0              |
| 2024 Париж                | 0              | 0              | 1              | 1              |
| Всего                     | 1              | 3              | 1              | 5              |

### Медали по видам спорта
| Вид спорта     | Золото | Серебро | Бронза | Всего |
| -------------- | ------ | ------- | ------ | ----- |
| Стрельба       | 1      | 2       | 0      | 3     |
| Волейбол       | 0      | 1       | 0      | 1     |
| Парусный спорт | 0      | 0       | 1      | 1     |
| Всего          | 1      | 3       | 1      | 5     |